# Klumpit (Soko)
Klumpit is een bestuurslaag in het regentschap Tuban van de provincie Oost-Java, Indonesië. Klumpit telt 4806 inwoners (volkstelling 2010).